# Ковурлуй (село)
Ковурлуй (рум. Covurlui) — село в Леовському районі Молдови. Утворює окрему комуну.